# Wilderspool Stadium
Wilderspool Stadium est un stade de rugby à XIII situé à Warrington. Il accueille aujourd'hui les clubs de Warrington Rovers et Warrington Wizards (en).
Auparavant, il a accueilli les rencontres des Warrington Wolves avant que ces derniers partent pour l'Halliwell Jones Stadium en 2003.

## Histoire
D'une capacité de 9 000 spectateurs, ce stade a vu le jour en 1888. Une tribune a été détruite au cours de son histoire par un feu provoquant un dommage de 300 000 livres sterling avant qu'une nouvelle tribune la remplace appelé la tribune Brian Bevan du nom d'un ancien joueur des Warrington Wolves. Programmé à être démoli lors du départs des Warrington Wolves dans les années 2000 après plus de cent ans d'utilisation, le conseil de la ville décide cependant de sauvegarder ce stade pour les deux autres clubs de rugby à XIII de la ville.